# Margasari (Ciawi)
Margasari is een bestuurslaag in het regentschap Tasikmalaya van de provincie West-Java, Indonesië. Margasari telt 5754 inwoners (volkstelling 2010).